# テリング・ストーリーズ
『テリング・ストーリーズ』（Tellin' Stories）は、イギリスのロックバンド、ザ・シャーラタンズの5枚目のアルバム。1997年4月21日にリリース。

## 概要
本作レコーディング期間中の1996年7月22日、キーボーディストのロブ・コリンズが交通事故により33歳で急逝する。突然の悲劇にバンドメンバーは大きなショックを受けるが、プライマル・スクリームのキーボーディストであるマーティン・ダフィーを招き入れてレコーディングを続行。アルバムは翌1997年4月にリリースされ、全英初登場1位を獲得。アルバムからのシングルも4枚中3枚がトップ10に入るなど、バンド史上最高の成功を手にした。
2012年5月28日には発売15周年を記念した2枚組エクスパンデッド・エディションがリリースされ、ディスク2にB面曲や別テイク、ライヴ音源が収録された。

## 収録曲
1. ウィズ・ノー・シューズ "With No Shoes" - 4:42
2. ノース・カントリー・ボーイ "North Country Boy" - 4:04
3. テリング・ストーリーズ "Tellin' Stories" - 5:13
4. ワン・トゥ・アナザー "One to Another" - 4:29
5. ユーアー・ア・ビッグ・ガール・ナウ "You're a Big Girl Now" - 2:49
6. ハウ・キャン・ユー・リーヴ・アス "How Can You Leave Us" - 3:45
7. エリア51 "Area 51" - 3:36
8. ハウ・ハイ "How High" - 3:05
9. オンリー・ティーシン "Only Teethin'" - 5:19
10. ゲット・オン・イット "Get on It" - 5:56
11. ロブのテーマ "Rob's Theme" - 3:54

### ボーナス・トラック
1. トゥー・オブ・アス "Two of Us" - 4:07
2. レピュテイション "Reputation" - 4:00

### エクスパンデッド・エディション（ディスク2）
1. "Two of Us" - 4:07
2. "Reputation" - 4:00
3. "Don't Need a Gun" - 5:09
4. "Down with the Mook" - 2:57
5. "Title Fight" - 5:15
6. "Keep It to Yourself" - 2:16
7. "Rainbow Chasing" ("Don't Need a Gun" - Initial First Take) - 3:43
8. "Clean Up Kid" - 4:50
9. "Thank You" (Live at The Phoenix Festival 18 July 1997) - 4:46

## 参加ミュージシャン
- ティム・バージェス - ボーカル、ハーモニカ
- マーク・コリンズ - ギター
- マーティン・ブラント - ベースギター
- ジョン・ブルックス - ドラムス
- ロブ・コリンズ - ハモンドオルガン、ピアノ、メロトロン、バックボーカル
- マーティン・ダフィー - メロトロン、オルガン、ピアノ